# Titanoeca tristis
Titanoeca tristis är en spindelart som beskrevs av Ludwig Carl Christian Koch 1872. Titanoeca tristis ingår i släktet Titanoeca och familjen stenspindlar. Inga underarter finns listade i Catalogue of Life.